# Lijst van premiers van Congo-Kinshasa
Dit is een lijst van premiers van de Democratische Republiek Congo (voorheen de Republiek Congo en Zaïre) sinds de onafhankelijkheid van het land in 1960.

## Premiers van Congo
| Portret                       | Naam                                        | Verkiezingen                  | Ambtstermijn                  | Ambtstermijn                  | Partij                        | Staatshoofden (Term)             | Staatshoofden (Term)          |                               |                               |                               |
| Portret                       | Naam                                        | Verkiezingen                  | Indiensttreding               | Uitdiensttreding              | Partij                        | Staatshoofden (Term)             | Staatshoofden (Term)          |                               |                               |                               |
| Congo-Leopoldstad (1960–1971) | Congo-Leopoldstad (1960–1971)               | Congo-Leopoldstad (1960–1971) | Congo-Leopoldstad (1960–1971) | Congo-Leopoldstad (1960–1971) | Congo-Leopoldstad (1960–1971) | Congo-Leopoldstad (1960–1971)    | Congo-Leopoldstad (1960–1971) | Congo-Leopoldstad (1960–1971) | Congo-Leopoldstad (1960–1971) | Congo-Leopoldstad (1960–1971) |
| ----------------------------- | ------------------------------------------- | ----------------------------- | ----------------------------- | ----------------------------- | ----------------------------- | -------------------------------- | ----------------------------- | ----------------------------- | ----------------------------- | ----------------------------- |
|                               | Patrice Lumumba (1925–1961)                 | 1960                          | 24 juni 1960                  | 5 september 1960              | MNC-L                         | Joseph Kasavubu (1960–1965)      |                               |                               |                               |                               |
|                               | Joseph Iléo (1921–1994)                     | —                             | 5 september 1960              | 20 september 1960             | MNC-K                         | Joseph Kasavubu (1960–1965)      |                               |                               |                               |                               |
|                               | Justin Bomboko (1928–2014)                  | —                             | 3 oktober 1960                | 9 februari 1961               | Onafhankelijk                 | Joseph Kasavubu (1960–1965)      |                               |                               |                               |                               |
|                               | Antoine Gizenga (1925–2019) (Betwist)       | —                             | 13 december 1960              | 5 augustus 1961               | PSA (Gizenga factie)          | Joseph Kasavubu (1960–1965)      |                               |                               |                               |                               |
|                               | Joseph Iléo (1921–1994)                     | —                             | 9 februari 1961               | 2 augustus 1961               | MNC-K                         | Joseph Kasavubu (1960–1965)      |                               |                               |                               |                               |
|                               | Cyrille Adoula (1921–1978)                  | —                             | 2 augustus 1961               | 30 juni 1964                  | MNC                           | Joseph Kasavubu (1960–1965)      |                               |                               |                               |                               |
|                               | Moïse Tshombe (1919–1969)                   | 1965                          | 10 juli 1964                  | 13 oktober 1965               | CONACO                        | Joseph Kasavubu (1960–1965)      |                               |                               |                               |                               |
|                               | Évariste Kimba (1926–1966)                  | —                             | 18 oktober 1965               | 24 november 1965              | CONAKAT                       | Joseph Kasavubu (1960–1965)      |                               |                               |                               |                               |
|                               | Léonard Mulamba (1928–1986)                 | —                             | 25 november 1965              | 26 oktober 1966               | Militärverwaltung             | Joseph-Désiré Mobutu (1965–1971) |                               |                               |                               |                               |
| Republiek Zaïre (1971–1997)   |                                             |                               |                               |                               |                               |                                  |                               |                               |                               |                               |
|                               | Mpinga Kasenda (1937–1994)                  | 1977                          | 6 juli 1977                   | 6 maart 1979                  | MPR                           | Mobutu Sese Seko (1971–1997)     |                               |                               |                               |                               |
|                               | Bo-Boliko Lokonga (1934–2018)               | —                             | 6 maart 1979                  | 27 augustus 1980              | MPR                           | Mobutu Sese Seko (1971–1997)     |                               |                               |                               |                               |
|                               | Jean Nguza Karl-i-Bond (1938–2003)          | —                             | 27 augustus 1980              | 18 april 1981                 | MPR                           | Mobutu Sese Seko (1971–1997)     |                               |                               |                               |                               |
|                               | N'Singa Udjuu (1934–2021)                   | 1982                          | 23 april 1981                 | 5 november 1982               | MPR                           | Mobutu Sese Seko (1971–1997)     |                               |                               |                               |                               |
|                               | Léon Kengo Wa Dondo (1935)                  | —                             | 5 november 1982               | 31 oktober 1986               | MPR                           | Mobutu Sese Seko (1971–1997)     |                               |                               |                               |                               |
|                               | Mabi Mulumba (1941)                         | 1987                          | 22 january 1987               | 7 maart 1988                  | MPR                           | Mobutu Sese Seko (1971–1997)     |                               |                               |                               |                               |
|                               | Sambwa Pida Nbagui (1940–1998)              | —                             | 7 maart 1988                  | 26 november 1988              | MPR                           | Mobutu Sese Seko (1971–1997)     |                               |                               |                               |                               |
|                               | Léon Kengo Wa Dondo (1935)                  | —                             | 26 november 1988              | 4 mei 1990                    | MPR                           | Mobutu Sese Seko (1971–1997)     |                               |                               |                               |                               |
|                               | Lunda Bululu (1942)                         | —                             | 4 mei 1990                    | 1 april 1991                  | MPR                           | Mobutu Sese Seko (1971–1997)     |                               |                               |                               |                               |
|                               | Crispin Mulumba Lukoji (1943–1997)          | —                             | 1 april 1991                  | 29 september 1991             | MPR                           | Mobutu Sese Seko (1971–1997)     |                               |                               |                               |                               |
|                               | Étienne Tshisekedi (1932–2017)              | —                             | 29 september 1991             | 1 november 1991               | UDPS                          | Mobutu Sese Seko (1971–1997)     |                               |                               |                               |                               |
|                               | Bernardin Mungul Diaka (1933–1999)          | —                             | 1 november 1991               | 25 november 1991              | DAR                           | Mobutu Sese Seko (1971–1997)     |                               |                               |                               |                               |
|                               | Jean Nguza Karl-i-Bond (1938–2003)          | —                             | 25 november 1991              | 15 augustus 1992              | UDPS                          | Mobutu Sese Seko (1971–1997)     |                               |                               |                               |                               |
|                               | Étienne Tshisekedi (1932–2017)              | —                             | 15 augustus 1992              | 18 maart 1993                 | UDPS                          | Mobutu Sese Seko (1971–1997)     |                               |                               |                               |                               |
|                               | Faustin Birindwa (1943–1999)                | —                             | 18 maart 1993                 | 14 Januari 1994               | UDPS                          | Mobutu Sese Seko (1971–1997)     |                               |                               |                               |                               |
|                               | Léon Kengo Wa Dondo (1935)                  | —                             | 6 Juli 1994                   | 2 april 1997                  | UID                           | Mobutu Sese Seko (1971–1997)     |                               |                               |                               |                               |
|                               | Étienne Tshisekedi (1932–2017)              | —                             | 2 april 1997                  | 9 april 1997                  | UDPS                          | Mobutu Sese Seko (1971–1997)     |                               |                               |                               |                               |
|                               | Norbert Likulia Bolongo (1939)              | —                             | 9 april 1997                  | 16 mei 1997                   | Militärverwaltung             | Mobutu Sese Seko (1971–1997)     |                               |                               |                               |                               |
| Congo-Kinshasa (1997–heden)   |                                             |                               |                               |                               |                               |                                  |                               |                               |                               |                               |
|                               | Antoine Gizenga (1925–2019)                 | 2006                          | 30 december 2006              | 10 oktober 2008               | PALU                          | Joseph Kabila (2001–2019)        |                               |                               |                               |                               |
|                               | Adolphe Muzito (1957)                       | 2011                          | 10 oktober 2008               | 6 maart 2012                  | PALU                          | Joseph Kabila (2001–2019)        |                               |                               |                               |                               |
|                               | Louis Alphonse Koyagialo (1947–2014) Acting | —                             | 6 maart 2012                  | 18 april 2012                 | PALU                          | Joseph Kabila (2001–2019)        |                               |                               |                               |                               |
|                               | Matata Ponyo Mapon (1964)                   | —                             | 18 april 2012                 | 17 november 2016              | PPRD                          | Joseph Kabila (2001–2019)        |                               |                               |                               |                               |
|                               | Samy Badibanga (1962)                       | —                             | 17 november 2016              | 18 mei 2017                   | UDPS                          | Joseph Kabila (2001–2019)        |                               |                               |                               |                               |
|                               | Bruno Tshibala (1956)                       | 2018                          | 18 mei 2017                   | 7 september 2019              | UDPS                          | Félix Tshisekedi (2019–present)  |                               |                               |                               |                               |
|                               | Sylvestre Ilunga (1947)                     | —                             | 7 september 2019              | 27 april 2021                 | PPRD                          | Félix Tshisekedi (2019–present)  |                               |                               |                               |                               |
|                               | Sama Lukonde (1977)                         | —                             | 27 april 2021                 | 12 juni 2024                  | ACO                           | Félix Tshisekedi (2019–present)  |                               |                               |                               |                               |
|                               | Judith Tuluka (1967)                        | 2023                          | 12 juni 2024                  | Zittend                       | UDPS                          | Félix Tshisekedi (2019–present)  |                               |                               |                               |                               |

## Afkortingen
- ABAKO = Association des personnes de Bakongo (Associatie van de Volkeren van de Bakongo)
- MNC(-L of -K) = Movement National Congolais (-Lumumba of -Kalonji) (Congolese Nationale Beweging)
- MPR = Mouvement Populaire Révolutionnaire (Volksrevolutionaire Beweging [Mobutu, enige partij 1967-1990])
- AFDL = Alliance des Forces Démocratiques pour la Libération du Congo-Zaïre (Alliantie van Democratische Krachten voor de Bevrijding van Congo-Zaïre)
- CONAKAT = Confédération des Associations de Katanga Tribales (Confederatie van Tribale Groepen van Katanga [Tshombé, separatistische neigingen])
- BALUBAKAT = Baluba Association Générale des Personnes de Baluba de Katanga (Algemene Associatie van Baluba Volkeren in Katanga)
- UDPS = Union Démocratique pour Progrès Social (Democratische Unie voor Sociale Vooruitgang)
- UFERI = Union Fédéralistes Et des Républiccains Indépendants (Unie van Onafhankelijke Federalisten en Republikeinen)
- UDI = Unie van Onafhankelijke Democraten; RDR= Vereniging van Democratische Republikeinen
- UPNC = Unie voor de Congolese Natie
- PALU = Parti Lumumbiste Unifié
- PPRD = Volkspartij voor Wederopbouw en Democratie
- ACO = Toekomst van Kongo